# Везишће
Везишће је насељено место у општини Криж, Хрватска. До нове територијалне организације у Хрватској, налазило се у саставу бивше велике општине Иванић-Град.

## Становништво
На попису становништва 2011. године, Везишће је имало 269 становника.

## Попис1991.
На попису становништва 1991. године, насељено место Везишће је имало 318 становника, следећег националног састава:
| Попис 1991.‍ | Попис 1991.‍ | Попис 1991.‍ | Попис 1991.‍ | Попис 1991.‍ |
| ----------- | ----------- | ----------- | ----------- | ----------- |
|             |             |             |             |             |
| Хрвати      | Хрвати      |             | 317         | 99,68%      |
| Муслимани   | Муслимани   |             | 1           | 0,31%       |
| укупно: 318 |             |             |             |             |